# Carlo Baliani
Carlo Baliani (Milà, vers 1670 — 16 de febrer de 1747), va ser un compositor i mestre de capella del segle XVIII, primer de Santa Maria della Passione a Milà, i des del 13 de desembre de 1714 fins a 1747 de la catedral de Milà.
Un document de la catedral de Milà de 1714 afirma que tenia 34 anys en aquell moment i que havia servit durant un període no especificat com a mestre de capella de S. Maria della Passione, Milà. Tanmateix, en els registres de defunció de la " s'escriu la sub-dada 747: «Mr. Carlo Baliani, mestre di cappella del Duomo, de 70 anys, va morir i va ser enterrat a la Catedral». Aquesta informació la confirmen els registres trobats a Archivio di Stato a Milà (Popolazione parte antica, 163): «El 17 de febrer […] el mestre Carolus Ballianus, de 70 anys […] va morir de febre». Estava casat amb Colomba Galimberti amb qui va tenir tres fills: Giuseppe, Anna Teresa Giovanna (19 de juny de 1715) i Anna Maddalena Gioseffa (12 de juny de 1720).
El 1710, va ser un dels examinadors de Giovanni Antonio Camerli, que aspirava a ocupar una posició de soprano a la catedral de Milà.

## Obres principals
- un Magnificat;[4]
- Gloria en sol major. per a 6 solistes, 2 cors a 4 veus i 2 orgues.[5]
- Missa de rèquiem a vuit veus i orquestra.[6]
- Salve Regina, veu, orgue i cor mixt;[7]